# Ґолиці (Лодзинське воєводство)
Ґолиці (пол. Golice) — село в Польщі, у гміні Поддембиці Поддембицького повіту Лодзинського воєводства.
Населення — 166 осіб (2011).
У 1975-1998 роках село належало до Серадзького воєводства.

## Демографія
Демографічна структура станом на 31 березня 2011 року:
|          | Загалом | Допрацездатний вік | Працездатний вік | Постпрацездатний вік |
| -------- | ------- | ------------------ | ---------------- | -------------------- |
| Чоловіки | 83      | 13                 | 61               | 9                    |
| Жінки    | 83      | 19                 | 45               | 19                   |
| Разом    | 166     | 32                 | 106              | 28                   |